# صبری تابیت
صبری تابیت (انگلیسی: Sabri Tabet؛ زادهٔ ۱۷ اوت ۱۹۷۷) بازیکن فوتبال بازنشسته اهل فرانسه است که به عنوان مهاجم بازی می‌کرد.
از باشگاه‌هایی که در آن بازی کرده‌است می‌توان به باشگاه فوتبال گنگام و باشگاه فوتبال استاد رنس اشاره کرد.
وی همچنین در تیم ملی فوتبال الجزایر بازی کرده‌است.